# Jeff Ament

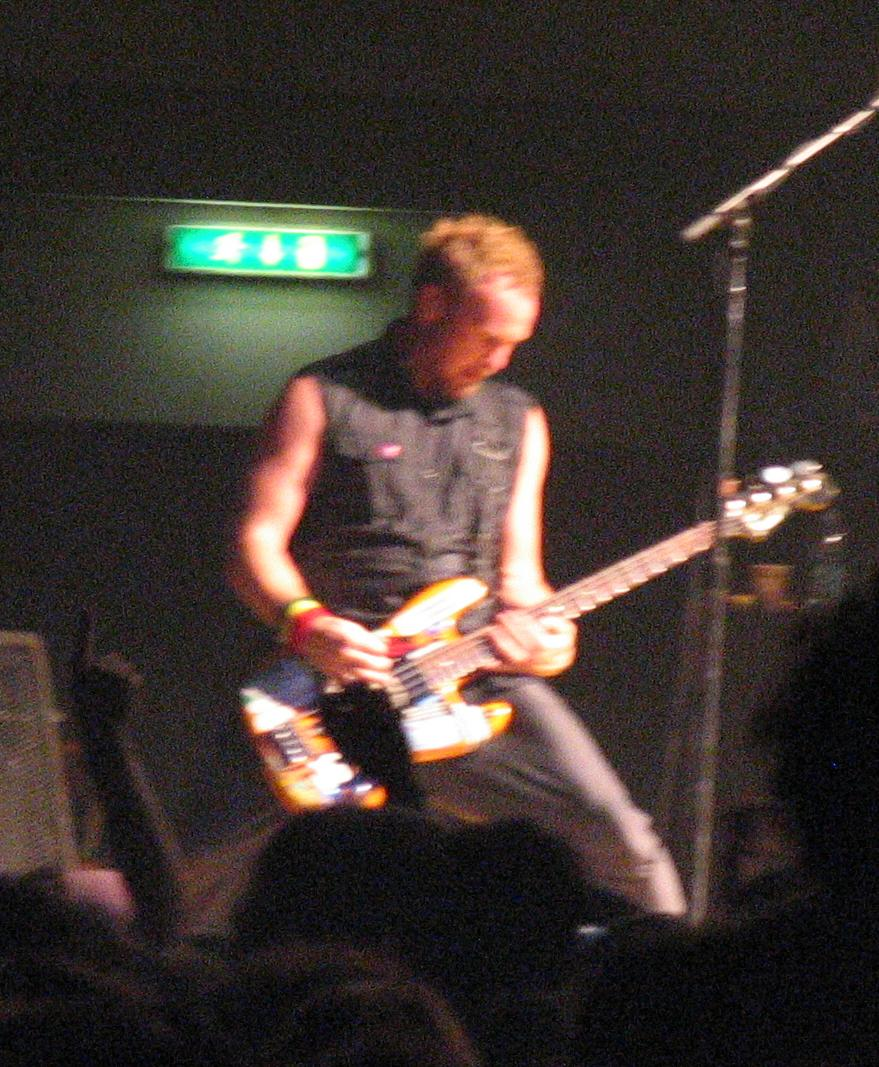
Jeff Ament under en Pearl Jam-konsert 2006.

Jeff Allen Ament, född 10 mars 1963 i Havre, Montana, är en amerikansk basist. Han grundade tillsammans med Stone Gossard och Mike McCready rockbandet Pearl Jam i början av 1990-talet.
Jeff Ament spelar, förutom elbas, även bandlös bas, kontrabas och tolvsträngad bas. Han har också varit med och skrivit ett flertal av Pearl Jams låtar, bland annat "Jeremy", "Nothingman", "Low Light" och "Nothing As It Seems".

## Biografi
Ament föddes i Havre, Montana i USA och växte upp i Big Sandy. Som tonåring började han spela bas till skivor av bland annat The Clash och The Police. Han hoppade av college (University of Montana) där han studerade konst och spelade basket för att flytta till Seattle med sitt band Deranged Diction i början av 1980-talet. I Seattle lärde han känna musikerna Stone Gossard och Steve Turner som 1983 erbjöd honom att spela i deras band, Green River.
Green River brukar av många anses vara det första grungebandet och var mycket känt i Seattle. Åsiktsskiljaktigheter inom bandet gjorde dock att Green River splittrades 1987. Ament bildade då tillsammans med Gossard och Andrew Wood Mother Love Bone. Bandet gick mycket bra, man skrev kontrakt med ett stort skivbolag och spelade in sitt debutalbum Apple. Innan Apple släpptes 1990 dog Wood av en överdos heroin. Albumet släpptes ändå och Ament och Gossard spelade tillsammans med medlemmar från Soundgarden och de blivande Pearl Jam-medlemmarna Eddie Vedder och Mike McCready in albumet Temple of the Dog för att hylla Wood. Kort efter inspelningen av detta album bildades Pearl Jam.
Förutom musiken är Jeff Ament en duktig skateboardåkare, basketspelare och grafisk designer. Han studerade konst och spelade i skolans basketlag på college. Tillsammans med sin bror Barry driver han Ames Bros. som är ett företag som bland annat tillverkar turnéaffischer och skivomslag till artister. Han har ett sidoprojekt med musikgruppen Three Fish.
Jeff Ament bor för närvarande i Missoula, Montana i USA.